# Ефремов, Владимир Валентинович

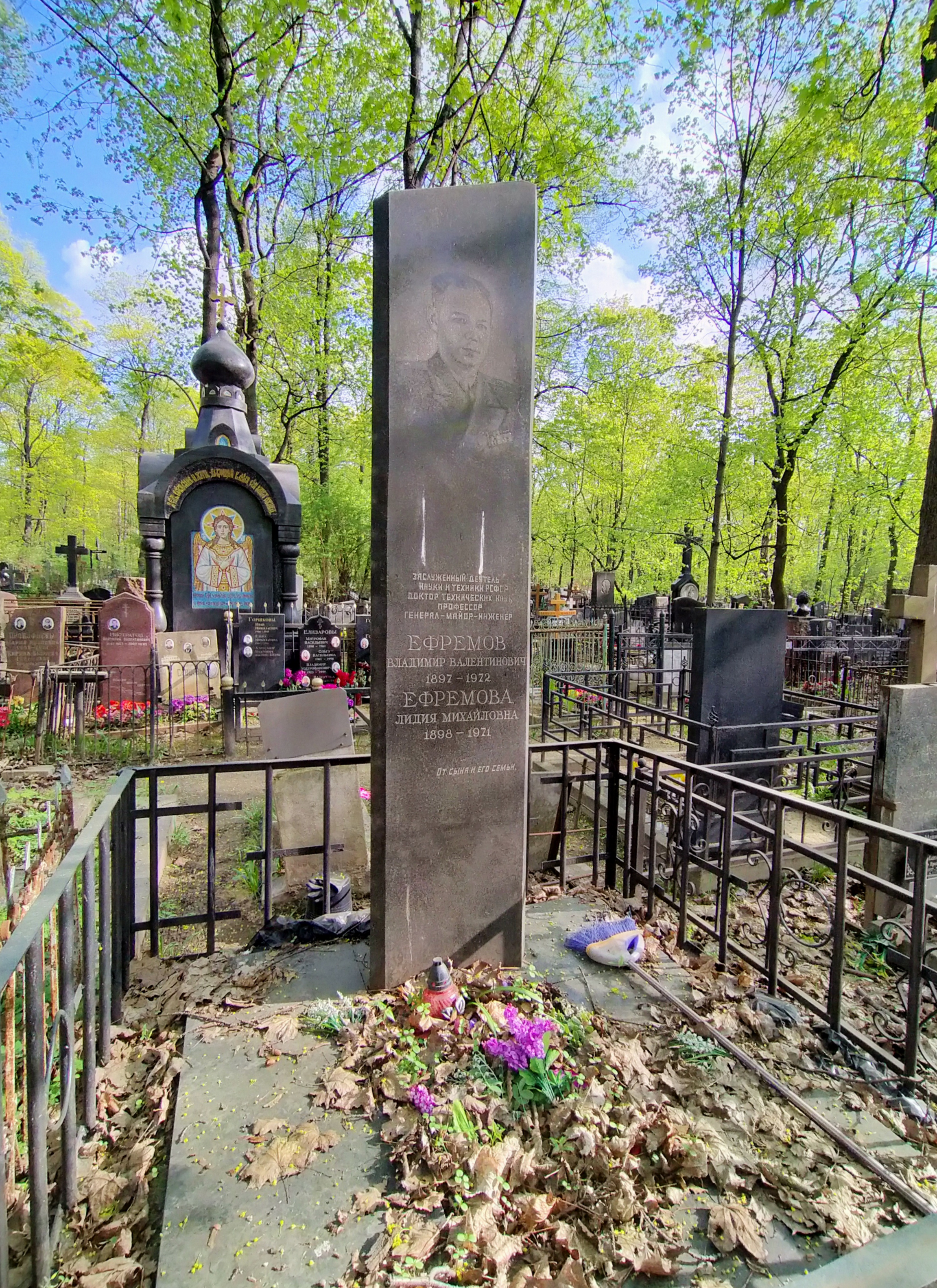
Могила В. В. Ефремова на Введенском кладбище

Владимир Валентинович Ефремов (1897 — 1972) — советский военный учёный и ведущий специалист в области ремонта колёсных и гусеничных машин, доктор технических наук, профессор, генерал-майор инженерно-технической службы (1943). Заслуженный деятель науки РСФСР.

## Биография
Родился 26 июля 1897 года в селе Онуфриево Рузского уезда Московской губернии.
С 1916 года на службе в Российской императорской армии и до 1917 года обучался в 1-й Петергофской школе прапорщиков. С 1917 года — начальник школы шоферов и технической части 4-й отдельной автомобильной роты. С 1919 по 1921 год служил в РККА, участник Гражданской войны, в дальнейшем техник автомобильной бронебойной базы 13-й армии и инженер учебного автопарка Ленинградской высшей офицерской бронетанковой школы.
С 1921 по 1925 год обучался в Московском механико-электротехническом институте имени М. В. Ломоносова. С 1925 по 1936 год на педагогической работе в Московском автомобильно-дорожном институте на преподавательских должностях, с 1930 года — заведующий кафедрой производства и ремонта автомобилей и первый декан факультета автомобильного транспорта, участвовал в разработке планово-предупредительной системы технического обслуживания и ремонта для первого и второго поколения отечественных автомобилей. 
С 1932 года вновь в рядах РККА и направлен на педагогическую работу в Военную ордена Ленина академию бронетанковых войск имени И. В. Сталина в качестве преподавателя и начальника кафедры ремонта, с 1937 по 1951 год — начальник кафедры производства и восстановления боевых машин, занимался исследованиями и практическими работами в области ремонта колёсных и гусеничных машин. С 1951 по 1956 год — заместитель начальника этой академии по специально-технической подготовке. В 1940 году без защиты диссертации по совокупности работ ему была присвоена учёная степень доктор технических наук, в 1941 году ВАК СССР ему было присвоено учёное звание профессор. 27 января 1941 года Приказом НКО СССР №061 ему было присвоено воинское звание бригинженер. С июля по сентябрь 1942 года от академии находился на стажировке на Северо-Западном фронте, где занимался уточнением технологического процесса ремонта боевых машин в полевых условиях, в результате этих работ им был разработан ряд мероприятий по улучшению методов ремонта, которые были приняты к практическому использованию в войсках и на фронтах действующей армии. 7 февраля 1943 года Постановлением СНК СССР было присвоено воинское звание генерал-майор инженерно-технической службы. Под руководством В. В. Ефремова проектировался целый ряд ремонтных предприятий и подвижных ремонтных средств для автобронетанковых войск Красной армии.
С 1956 года в запасе. С 1956 года до конца жизни был профессором Московского авто-дорожного института.
Скончался 29 ноября 1972 года в Москве.

## Труды
- Ремонт автомобилей: Цудортрансом при СНК СССР допущено в качестве учеб. пособия для автомобильно-дор. ин-тов / В. В. Ефремов. - Москва ; Ленинград : Гострансиздат, 1935
- Хромирование и металлизация в авторемонтном деле / В. В. Ефремов. - Москва ; Ленинград : Гострансиздат, 1936. — 53 с.
- Ремонт автомобиля / В. В. Ефремов. - 2-е изд. - Москва ; Ленинград : Гострансиздат, 1936-1938 в 2 ч.: ч.1 — 1936. — 536 с.; ч.2 — 1938. — 256 с.
- Восстановление танков. Ч. 1. Технология ремонта танков / проф., д-р техн. наук, ген.-майор инж.-танковой службы В. В. Ефремов ; Упр. командующего бронетанковых и механизир. войск Вооруж. Сил СССР. - Москва : Воен. изд-во, 1947. — 400 с.
- Ремонт автомобилей: Допущ. М-вом высш. образования СССР в качестве учебника для автодор. и автомех. втузов / В. В. Ефремов, проф. д-р техн. наук. - Москва ; Ленинград : М-во коммун. хозяйства РСФСР, 1954-1955, в 2 ч: ч.1 — 1954. — 344 с.; ч.2 — 1955. — 312 с.
- Перспективы развития авторемонтного производства / Д-р техн. наук проф. В. В. Ефремов. - Москва : Автотрансиздат, 1956.
- Repararea automobilelor. Vol. 1: Trad. din limba rusă / Prof. V. V. Efremov. - Bucureşti : Ed. tehnică, 1957. — 407 с.
- Ремонт на автомобилите / Проф. В. В. Ефремов ; Прев. от рус. инж. В. Напетов. - София : Държ. воен. изд-во, 1958. — 535 с
- Ремонт автомобилей: учеб. пособие для автомоб.-дор. вузов / Проф. В. В. Ефремов. - 2-е изд., испр. и доп. - Москва : Автотрансиздат, 1957-1958. - 2 т.
- Ремонт автомобилей: учеб. пособие для автомоб.-дор. вузов / Проф. В. В. Ефремов. - 3-е изд., перераб. и доп. - Москва : Транспорт, 1965. — 384 с[5]

## Награды и звания
- Орден Ленина (05.11.1954)
- Орден Красного Знамени (15.11.1950)
- Орден Отечественной войны II степени (13.09.1945 — «за отличные успехи в деле подготовки офицерских кадров для бронетанковых войск, за большую практическую помощь частям действующей армии по организации и технологии ремонта боевых машин»)
- Орден Красной Звезды (30.04.1945)
- Орден «Знак Почёта» (24.06.1943 — «за успехи в руководстве кафедры восстановления боевых машин ВАММ и подготовке командиров-танкистов Красной армии»)
- Медаль «За боевые заслуги» (03.11.1944)
- Медаль «За победу над Германией в Великой Отечественной войне 1941—1945 гг.» (09.05.1945)[6][7]
- Заслуженный деятель науки РСФСР[1]